# Bella Flor Amarilla
Bella Flor Amarilla es el nombre de una variedad cultivar de manzano (Malus domestica). Esta manzana está cultivada en la colección de la Estación Experimental Aula Dei (Zaragoza). Esta manzana es originaria de la Provincia de Huesca, Aragón.

## Sinónimos
- "Manzana Bella Flor Amarilla".[6][7][8]

## Historia
'Bella Flor Amarilla' es de origen desconocido, se la considera autóctona de la Provincia de Huesca, de la comunidad autónoma de Aragón.
'Bella Flor Amarilla' está considerada incluida en las variedades locales autóctonas muy antiguas, cuyo cultivo se centraba en comarcas muy definidas. Se caracterizaban por su buena adaptación a sus ecosistemas y podrían tener interés genético en virtud de su adaptación. Se encontraban diseminadas por todas las regiones fruteras españolas, aunque eran especialmente frecuentes en la España húmeda. Estas se podían clasificar en dos subgrupos: de mesa y de sidra (aunque algunas tenían aptitud mixta).
'Bella Flor Amarilla' es una variedad clasificada como de mesa; difundido su cultivo en el pasado por los viveros comerciales y cuyo cultivo en la actualidad se ha reducido a huertos familiares y jardines privados.

## Características
El manzano de la variedad 'Bella Flor Amarilla' tiene un vigor medio; florece a finales de abril; tubo del cáliz en forma de embudo que roza el eje, fondo de color crema claro, y con los estambres situados por la mitad superior.
La variedad de manzana 'Bella Flor Amarilla' tiene un fruto de tamaño medio; forma alargada, ventruda en su base, acostillada, rebajada casi siempre de un lado en su cima, y con contorno irregular; piel lisa; con color de fondo amarillo verdoso a amarillo intenso, importancia del sobre color lavado, color del sobre color rosa, distribución del sobre color en chapa, presenta chapa ausente o suavemente rosada, acusa punteado abundante, visible, ruginoso y, a veces, aureolado de blanco, y una sensibilidad al "russeting" (pardeamiento áspero superficial que presentan algunas variedades) débil; pedúnculo corto o medianamente largo, de grosor medio y ensanchado en su extremo, y la profundidad de la cavidad pedúncular profunda, comprimida, bordes ondulados irregularmente, presentando con frecuencia una pequeña carnosidad lateral, la chapa ruginosa en el fondo de variada extensión, y con importancia del "russeting" en cavidad peduncular medio; anchura de la cavidad calicina más bien estrecha, profundidad de la cav. calicina de relativa profundidad, fondo fruncido, con los bordes ondulados marcando protuberancias, y con importancia del "russeting" en cavidad calicina muy débil; ojo grande o semi-grande, cerrado y rara vez entreabierto; sépalos largos, unidos en su base, rectos y con las puntas vueltas hacia fuera, de color gris verdoso.
Carne de color amarilla o blanco-amarillenta; textura crujiente y jugosa; sabor característico de la variedad, muy agradable; corazón mediano y grande, generalmente centrado, bulbiforme; eje abierto; celdas grandes, alargadas o semi-arriñonadas, cartilaginosas y pobladas de rayas lanosas; semillas grandes, alargadas y puntiagudas.
La manzana 'Bella Flor Amarilla' tiene una época de maduración y recolección extra tardía en el invierno, se recolecta desde inicios de diciembre hasta enero. Se usa como manzana de mesa fresca.